# Ochradenus jagodowy
Ochradenus jagodowy (Ochradenus baccatus Delile) – gatunek rośliny z rodziny rezedowatych (Resedaceae). Występuje naturalnie na terenie Libii, Egiptu i Izraela.

## Morfologia

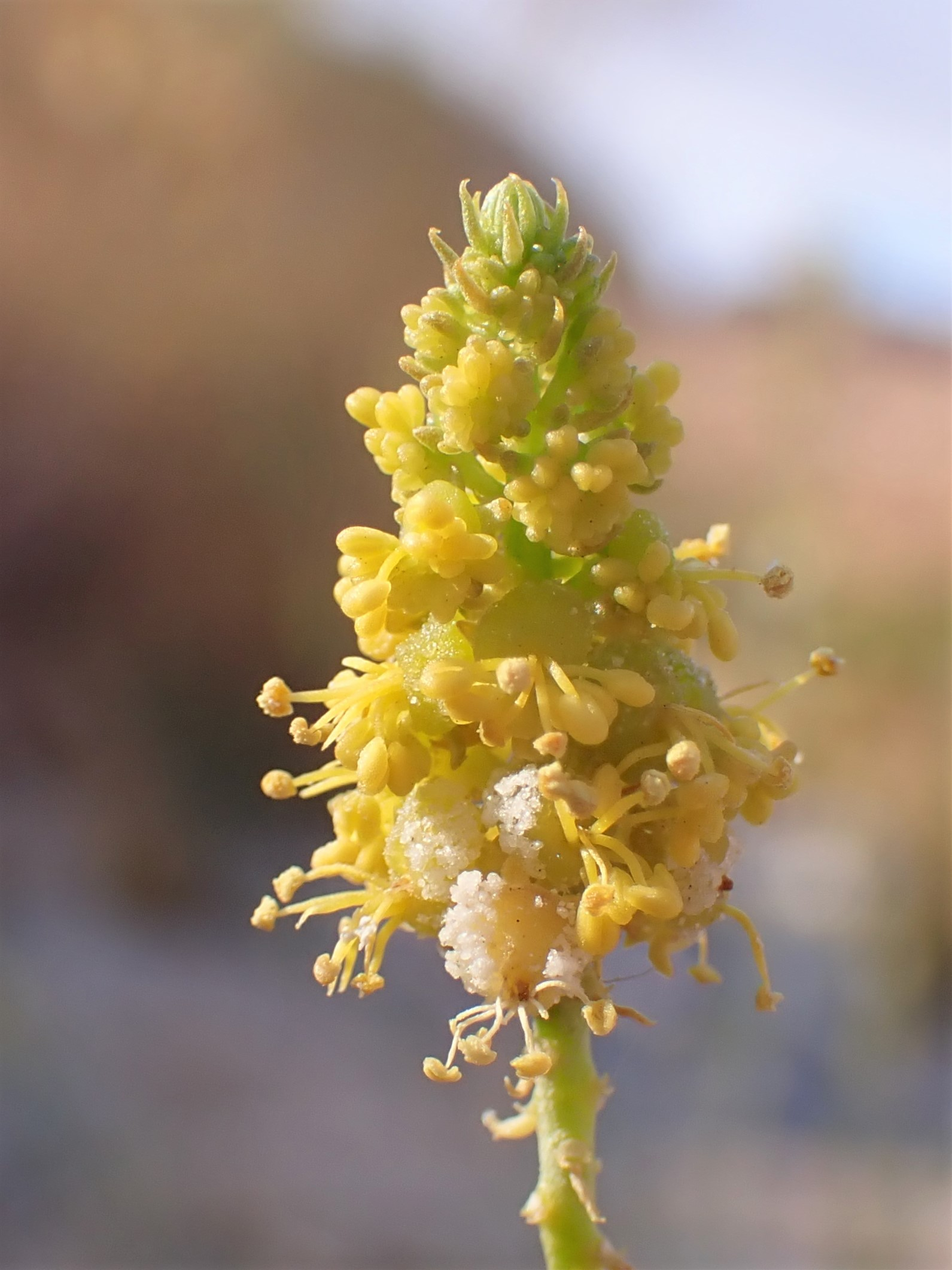
Kwiatostan

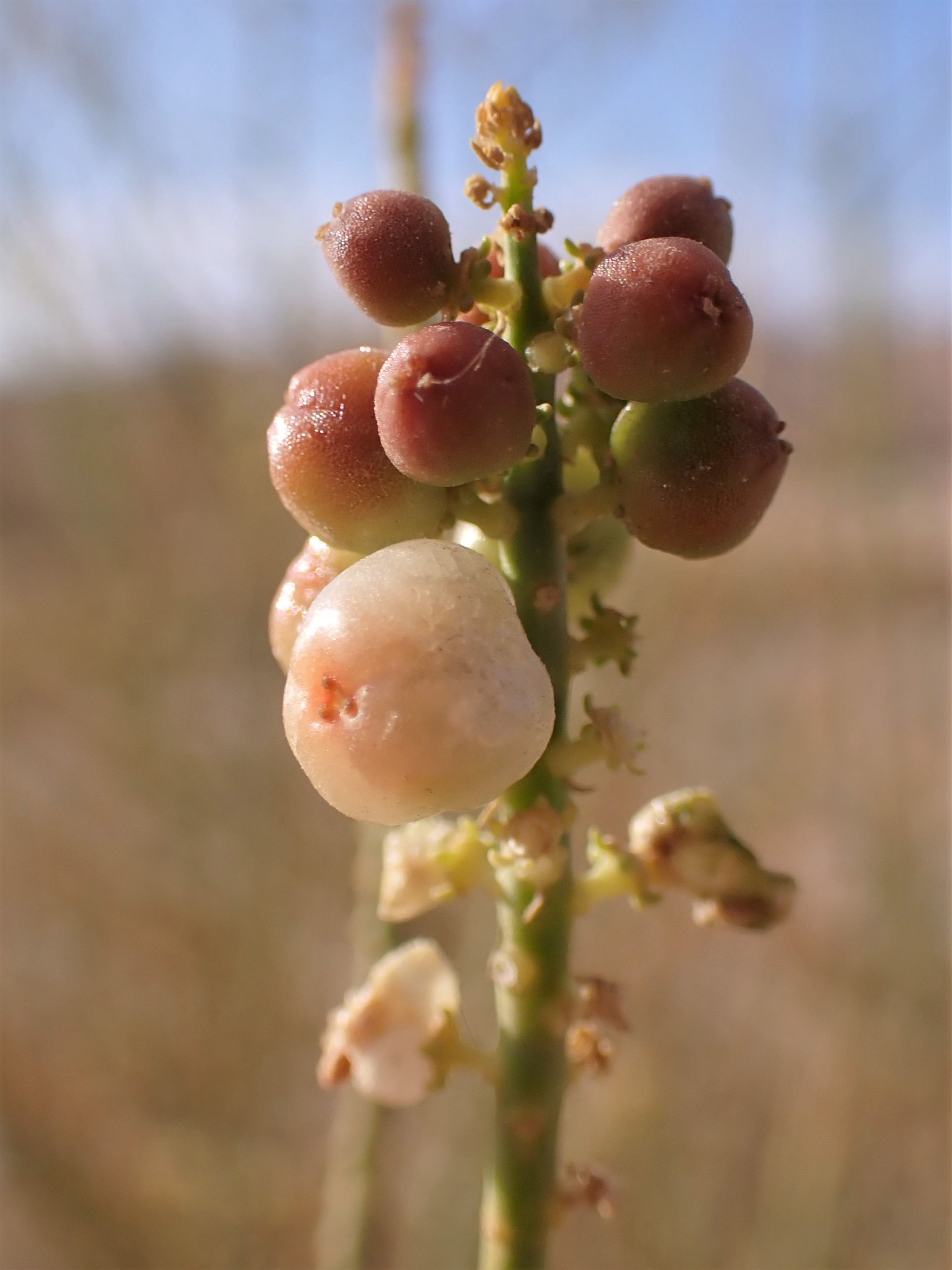
Owoce

PokrójKrzew, czasami wybujały, dorastający do 0,5–2 m wysokości. Ma smukłe, zielonkawo-żółte pędy.
KwiatyBiało-żółtawe, obupłciowe, zebrane w gęste i sztywne kwiatostany o długości do 15 cm. Wyrastają z kąta podsadek o długości 2,5 mm.
OwocBiałe, podobne do pereł jagody o długości 3-5 mm, zawierające w środku twarde nasiona. Zebrane z krzewu zasychają i stają się jasnobrunatne, podobne do nasion kolendry siewnej.

## Biologia
Często dzieli siedliska z jałowcem (Juniperus), rzadziej z akacją (Acacia) i wilczomleczem (Euphorbia). Rośnie na glebach laterytowych, wapiennych, piaszczystych oraz na skalistych klifach w pobliżu morza.

## Udział w kulturze
J. Maillat i S. Maillat, botanicy zajmujący się roślinami biblijnymi uważają, że ochradenus jagodowy może być biblijną manną, którą żywili się na pustyni Żydzi podczas ucieczki z Egiptu. Jego owoce bowiem są białe, drobne, po dojrzeniu opadają na piasek, gdzie gromadzą się w zagłębieniach piasku pod krzewami. Wysychając stają się jasnobrunatne, podobne do nasion kolendry siewnej. Można je tłuc w moździerzach i mleć w młynkach. Inni znawcy roślin biblijnych - N. H. Moldenke, A. L. Moldenk uważają jednak, że biblijną manną była wydzielina Tamarix mannifera.